# Пак Пом Хо
Пак Пом Хо (кор. 박범호, 23 травня 1988) — південнокорейський плавець.
Учасник Олімпійських Ігор 2008 року.